# Matías Bergara
Matías Bergara (Montevideo, 6 de noviembre de 1984) es un historietista uruguayo. Es autor de cómics e ilustrador de historietas como Kingdom Rush y de novelas gráficas como Los Últimos Días del Graf Spee. 
Entre 2003 y 2007 cursó Licenciatura en Letras de la Universidad de la República. 
En 2010 comenzó a publicar el cómic El Viejo (guiones de Alceo Thrasyvoulou), que fue lanzado como libro en 2013. Ganó el Troféu HQ Mix (principal premio brasileño de cómics) en la categoría de «destacado latinoamericano».
Desde 2013 trabaja casi exclusivamente para el mercado internacional. Sus títulos incluyen Sons of Anarchy (Boom! Studios), Dengue (Humanoides), Sons of The Devil (Image Comics) y American Vampire SC (DC Comics / Vertigo). También ilustró el libro infantil de Neil Gaiman Odd y los Gigantes de Hielo (Pictus, 2015).
Entre 2016 y 2017 publicó Cannibal en la editorial Image Comics, con guiones de Brian Buccellato y Jennifer Young. En 2018 publicó Coda, en Boom! Studios, con guion de Si Spurrier.
La Cámara Uruguaya del Libro le otorgó en 2015 el Premio Legión del Libro.